# Stalowa Wola
Stalowa Wola város Lengyelországban a Kárpátaljai vajdaság északi részén a Visztula és a San folyók mentén a Stalowa Wolai járásban. Stalowa Wola Lengyelország legfiatalabb városai közé tartozik: városjogokat csak 1945. április 1-jén kapott, a város három falu, Pławo, Chyłów és Swołów egyesítéséből jött létre.

## Földrajzi helyzete
A város a Sandomierzi-medencében fekszik, ahol a jellegzetes folyómenti sík sáv neve Nadsanie. Stalowa Wola a régió egyik legfontosabb közlekedési csomópontja. A Stalowa Wolai pályaudvarnak közvetlen összeköttetése van Przemyśllel, Krakkóval,  Lublinnal, Varsóval, Poznańnyal és Bydgoszczcsal, a Felső-Sziléziai Ipari Körzet (GOP) városaival, Wrocławval és Tarnobrzeggel.
1945-1975 között a város a Rzeszówi vajdasághoz tartozott, 1975 és 1998 között pedig a Tarnobrzegi vajdasághoz.

## Története

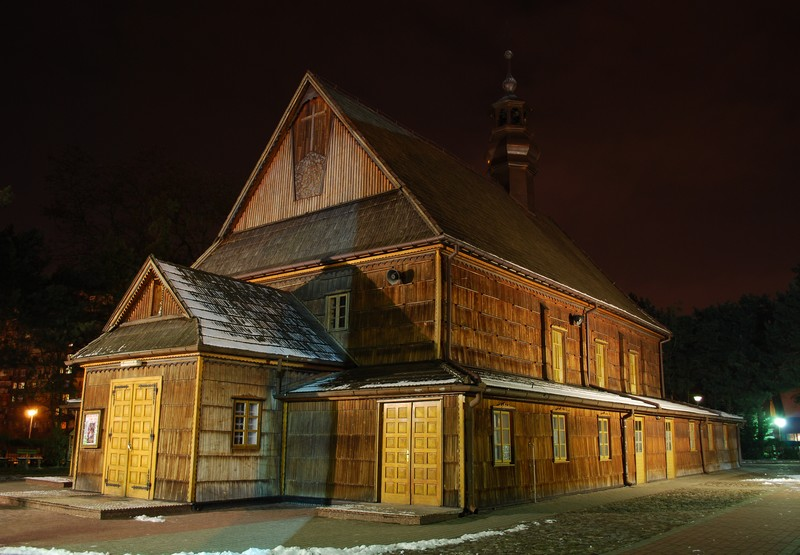
Szent Flórián templom

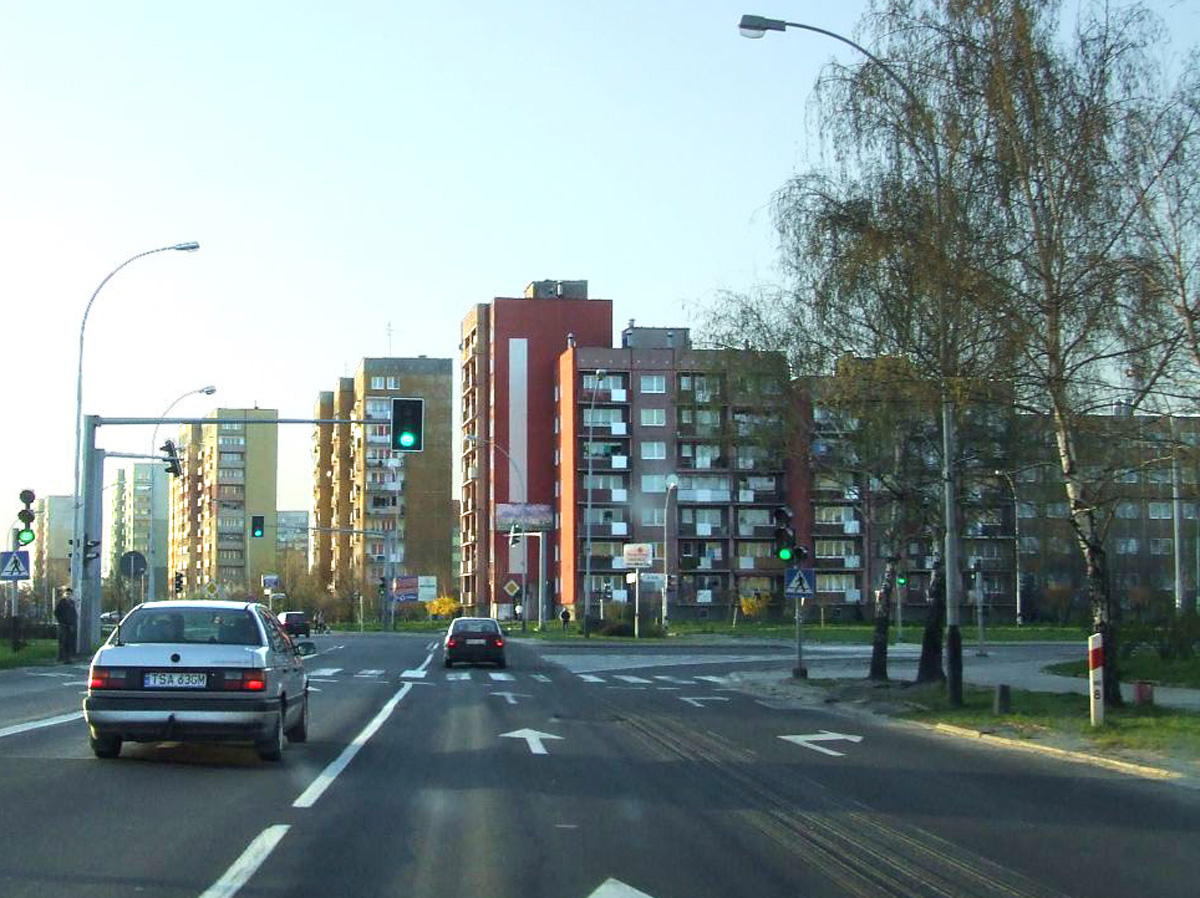
II. János Pál fasor

A város három kisebb település: Pławo község és Nisko valamint Rozwadów városok egyesítéséből alakult a Központi Ipar Körzet (COP) létesítésével összhangban, hogy helyet adjon az úgynevezett Déli Iparművek építésének.
Pławót, melynek területén épült a város, először a 15. század elején említik. A közeli Przyszówban állt Jagelló Ulászló vadászkastélya, melyet 1358 előtt építettek. A 15. század végén Pławo a király birtokában volt. A lakosság vadászattal, fakitermeléssel, méhészkedéssel és földműveléssel foglalkozott. A svéd háborúk alatt 1656-ban a Visztula és a San összefolyásánál Stefan Czarniecki hetman és X. Károly Gusztáv svéd király csapatai csaptak össze.
1772-ben Lengyelország első felosztása során Pławo királyi falu a niskói kamarai domínium részévé vált, mely az osztrák kincstárhoz tartozott. 1837–1867 között ez a birtok a Richenbach bárók magántulajdona lett, majd a Resinger mágnás család birtokába került. Az első világháború alatt a birtokot Maxmilian Franck földbirtokosnak adták el.
Pława lakosai számára sorsdöntő jelentőségű volt 1937-ben a Központi Ipari Körzet (COP) tervének nyilvánosságra hozása és 1938-tól a Déli Iparművek építésének megkezdése. A második világháború kitörése előtt az gyárépületek egy része és az előregyártott elemekből épített lakótelep felépült. Az új települést Stalowa Wolának nevezték el. A város neve az akkori hadügyminiszter, Tadeusz Kasprzycki egy mondatából származik, aki a COP tervezetével kapcsolatban azt mondta, hogy: jest to stalowa wola narodu polskiego wybicia się na nowoczesność („A lengyel nép acél akarata az áttörés a modernségbe!”).
A megszállás évei alatt a lakótelepen és a kohóban az ellenállási mozgalom szerveződött. A megtorlás miatt sok lakos elesett. A rzeszówi várból tömegesen szállították a foglyokat a megsemmisítő táborokba. 1944 augusztusában a szovjet csapatok bevonultak a városba. 1945. április 1-jén Stałowa Wolát városi rangra emelték.
1953-ban Stałowa Wola járási jogú város lett. Gyors fejlődésnek indult a település. Új lakótelepek, utcák, sok középület, gyár, több alsó-, középfokú és főiskola, kulturális és sport létesítmény épült.
A város fejlődése közvetlenül kapcsolódott a Déli Iparművekhez, mely 1948-ban a Huta Stałowa Wola (Stałowa Wola-i Kohó) nevet kapta. Több éven keresztül a Huta óriási kombináttá vált, mely az ország több városában rendelkezett gyárakkal (Gépgyárakkal és kohászati üzemekkel) és a fejlődés csúcsán mintegy 35 000 embert foglalkoztatott. A rendszerváltás után a továbbra is működő nagyolvasztót privatizálták.
A másik nagy ipari létesítmény a hőerőmű. Eredetileg az erőművet a kohó kiszolgálására építették, később a korszerűsítések végrehajtása után hőszolgáltató erőművé építették át, mely a lakosság és az ipar számára gőzt és meleg vizet termelt.

## Fordítás
- Ez a szócikk részben vagy egészben a Stalowa Wola című lengyel Wikipédia-szócikk ezen változatának fordításán alapul.  Az eredeti cikk szerkesztőit annak laptörténete sorolja fel. Ez a jelzés csupán a megfogalmazás eredetét és a szerzői jogokat jelzi, nem szolgál a cikkben szereplő információk forrásmegjelöléseként.